# Khoja Niyaz
Khoja Niyaz, également désigné sous le nom de Khoja Niyaz Haji, né en 1889 à Hami Zhiliting et mort le 21 août 1941 à Ürümqi, est une figure éminente du mouvement d’émancipation ouïghour au Xinjiang. Il s’illustra par son rôle dans plusieurs insurrections dirigées contre diverses autorités, notamment le khanat de Kumul, le gouverneur chinois Jin Shuren, et ultérieurement le potentat Ma Zhongying. Sa notoriété repose principalement sur son mandat en tant que premier et unique président de la République islamique du Turkestan Oriental, entité éphémère qui exista de novembre 1933 jusqu’à sa chute en avril 1934.

## Jeunesse et soulèvements
Khoja vit le jour en 1889, dans un modeste bourg montagnard sis dans la préfecture de Kumul, au sein de la province du Xinjiang. Dès l'âge de dix-huit ans, il s'engagea dans une première sédition, en 1907, en ralliant une révolte de paysans et de montagnards contre Shah Maqsud, potentat héréditaire de Kumul, jouissant d'une autonomie relative sous l'égide de la dynastie Qing. Cette entreprise, ayant connu l'échec, le contraignit à s'exiler vers la contrée de Turpan. Là, il intégra l'école religieuse dite « Astana », où il fit la rencontre des frères Maksut et Mahmut Muhiti, figures notoires des mouvements révolutionnaires ouïghours de la région. Après une année d'études, il quitta Turpan pour entreprendre le pèlerinage à La Mecque, périple qui lui valut d'accoler à son nom le titre de « Hadji ».
En 1912, Khoja regagna le territoire du Xinjiang, alors en proie à une nouvelle insurrection dirigée contre le khanat de Kumul, sous l’égide de Temur Halpa. Ce dernier animait un mouvement de contestation croissant à l’encontre de l’autorité khanale. Khoja s’agrégea promptement à la rébellion et fut élevé sans délai aux fonctions de conseiller auprès du chef de ladite révolte. Toutefois, à l’issue d’un banquet tenu le 6 septembre 1913 et offert par le gouverneur du Xinjiang, Yang Zengxin — lequel avait auparavant assumé le rôle d’arbitre dans le différend opposant les factions et avait conféré à Temur Halpa le commandement des troupes provinciales dans la contrée de Kumul — ce dernier fut assassiné de manière insidieuse. À la suite de cet épisode funeste, Hoja Niyaz se vit de nouveau contraint de prendre la fuite.
En 1916, il parvint en la cité frontalière de Jarkent, sise dans l’oblast de Semiretchie, territoire alors sous juridiction de l’Empire russe. Cette localité avait été établie et principalement peuplée par des Ouïghours originaires de la vallée d’Ili, lesquels avaient trouvé refuge en Russie à la suite de la reconquête de ladite vallée par les forces impériales mandchoues (dynastie Qing) en 1881. À Jarkent, il fut placé sous l’autorité du notable ouïghour Valiahun Yuldashev, marchand aisé et figure prééminente de la communauté locale. À la suite des événements révolutionnaires de 1917, qui virent l’effondrement du régime impérial russe, il prit part à l’organisation de formations ouïghoures locales d’autodéfense, de dimension modeste mais structurées, dans un contexte de délitement de l’autorité centrale. Lors de l’extension du conflit civil russe à la région de Semiryechye, il entra en relation avec Abdulla Rozibakiev, militant ouïghour engagé, lequel joua un rôle déterminant dans la fondation, en 1921, de l’Inqlawi Uyghur Ittipaqi (littéralement : « Union révolutionnaire ouïghoure »). Cette dernière se constituait en une organisation nationaliste à visée insurrectionnelle, se réclamant des idéaux internationalistes promus par le Komintern.

## Chef révolutionnaire
En l’an 1923, Khoja Niyaz regagna le territoire du Xinjiang, faisant halte en premier lieu à Ghulja, puis gagnant la ville d’Urumqi, où il prit part à la mise en œuvre de cénacles clandestins à visée insurrectionnelle, s’appliquant à fomenter, avec d’autres affidés, les prémices d’un nouveau soulèvement contre l’autorité en place. En 1927, il se rendit derechef à Kumul afin d’y assister aux obsèques de son père. À la suite du trépas de Shah Mahsut, détenteur de l’autorité émirale au sein du khanat de Kumul, survenu au mois de mars 1930, Khoja Niyaz se vit conférer la charge éminente de conseiller auprès du successeur désigné à la tête de ladite entité politique.

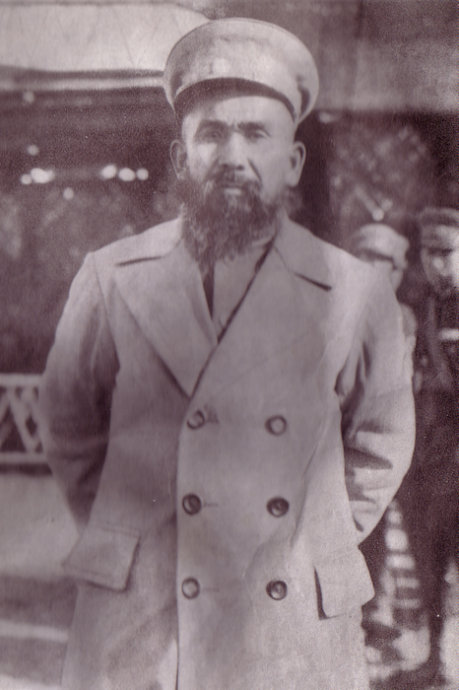
Khoja Niyaz, emplacement inconnu.

Néanmoins, à la suite du trépas de Shah Mahsut, le gouverneur du Xinjiang, Jin Shuren (en fonction de 1928 à 1933), entendit tirer parti du relâchement de l’autorité locale pour consolider sa mainmise sur la région. Il proclama de manière unilatérale l’abolition du khanat de Kumul, écartant de facto le successeur désigné, Nazir, fils du défunt, et l’empêchant de prendre possession du trône. Parallèlement, Jin Shuren entreprit de favoriser l’implantation de colons Han en provenance du Gansu sur les terres de l’ancien khanat, dans une logique de sinisation administrative et foncière. Ces mesures suscitèrent une vive opposition et provoquèrent en 1931 l’éclatement d’une révolte armée, connue sous le nom d’insurrection de Kumul. Celle-ci fut conduite, entre autres, par le seigneur de guerre hui Ma Zhongying, opérant alors dans la province du Gansu. Après une entrevue en juin 1931 avec les figures notables de la résistance locale, Hoja Niyaz et Yulbars Khan, Ma Zhongying consentit à engager ses contingents militaires dans la lutte visant à destituer Jin Shuren. Dans cette conjoncture, Hoja Niyaz bénéficia également d’un concours matériel émanant de la République populaire de Mongolie. À l’automne 1931, celle-ci lui fit parvenir quelque six cents parures hivernales, des tentes en feutre et cent vingt fusils. Il est toutefois avéré que ces armes furent cédées en échange de chevaux, selon un barème usité : un fusil étant livré contre deux montures.
La rébellion éclata initialement dans la partie orientale du Xinjiang avant de s’étendre promptement à l’ensemble de la province. En février 1933, lorsque la ville d’Ürümqi fut investie par des forces conjointes ouïghoures et hui, l’autorité provinciale ne conservait plus qu’un contrôle ténu sur approximativement 10 % du territoire. Le 12 avril 1933, le général Sheng Shicai accéda au pouvoir au Xinjiang à la suite de la déposition du gouverneur Jin Shuren, renversé en mars par des éléments cosaques russes insurgés. Ces derniers, réfugiés dans le nord de la province depuis leur déroute dans la guerre civile russe en 1921, avaient été enrôlés par Jin Shuren dans l’armée provinciale à la fin de l’année 1931, dans une tentative désespérée de juguler l’insurrection. Pour consolider sa position, Sheng Shicai s’attacha l’appui de l’Union soviétique en entérinant les accords secrets antérieurement conclus par son prédécesseur. En juin 1933, il formalisa une alliance avec le chef ouïghour Hoja Niyaz en vue de contenir les ambitions du seigneur de guerre Ma Zhongying. Cette entente fit suite à la rupture de la coalition antérieure entre Hoja Niyaz et Ma Zhongying, consécutive à la bataille de Jimsar. Lors de cette confrontation, les troupes de Hoja Niyaz subirent des pertes notables, mais parvinrent à contraindre la garnison locale à la reddition. Durant les combats, les contingents de Ma Zhongying se cantonnèrent principalement aux ailes et à l’arrière-garde, tandis que les forces ouïghoures furent chargées de l’assaut frontal contre la place forte. Hoja Niyaz avait consenti à garantir un sauf-conduit à la garnison assiégée en échange de la cession d’armes issues de l’arsenal de la forteresse. Toutefois, dans la nuit du 28 mai 1933, Ma Zhongying intervint inopinément, s’empara de l’arsenal – lequel comprenait environ 12 000 fusils, six mitrailleuses et quelque 500 000 cartouches – et rallia les défenseurs chinois à ses troupes tunganes. Il refusa de partager le matériel saisi avec Hoja Niyaz, ce qui provoqua l’ire de ce dernier. Dans les jours qui suivirent, Hoja Niyaz entama des pourparlers de paix avec Sheng Shicai par l’entremise du consul général soviétique à Ürümqi, Garegin Apresoff. L’accord d’alliance entre Sheng Shicai et Hoja Niyaz fut paraphé le 4 juin 1933. Dans le cadre de cet arrangement, les autorités soviétiques remirent à Hoja Niyaz un lot d’armement composé de près de 2 000 fusils assortis de leurs munitions, de plusieurs centaines de projectiles explosifs ainsi que de trois mitrailleuses. Le consul Apresoff, maître d’œuvre des tractations, contraignit Hoja Niyaz à tourner ses forces contre les troupes tunganes (hui), ce qui eut pour effet de transformer l’insurrection en une série d’affrontements interethniques d’une extrême virulence, prélude à l’écrasement définitif de la révolte par les forces provinciales.
Hoja Niyaz fit mouvoir ses contingents militaires à travers la région de Dawan Ch'eng jusqu'à Toksun, où il subit une défaite lors de l'engagement de Toksun face aux troupes tounganes commandées par le général Ma Shih-ming. À la suite de cette déconvenue, Hoja Niyaz opéra une retraite stratégique vers Kachgar, qu’il atteignit le 13 janvier 1934, après s’être retiré d’Aksou. Cette retraite fut accomplie en empruntant une voie montagnarde longeant la frontière sino-soviétique, sur une distance d’environ 300 milles, à travers la chaîne du Tian Shan. Ce chemin détourné lui permit d’éluder les forces du général Ma Fuyuan, positionnées sur la grande route reliant Aksou à Kachgar. Peu après son arrivée à Kachgar, Hoja Niyaz assuma la présidence de la République islamique turque du Turkestan Oriental, entité sécessionniste autoproclamée. Cette prise de position contrevenait aux stipulations de l’accord de Jimsar, conclu le 4 juin 1933 avec Sheng Shicai. Selon cet arrangement, rédigé en sept articles, Hoja Niyaz renonçait à toute prétention sur la Djoungarie (ou Xinjiang septentrional), en contrepartie de la reconnaissance par les autorités chinoises de sa légitimité sur les régions méridionales du Xinjiang, englobant la Kashgarie, la dépression de Tourfan et celle de Kumul. Ce territoire étendu devait bénéficier d’un statut d’autonomie, et il était expressément convenu que les troupes chinoises s’abstiendraient de franchir la barrière naturelle du Tengri Tagh, qui scinde le Xinjiang en deux parties distinctes. Toutefois, la poursuite de l’offensive des forces tounganes, l’intervention militaire manifeste de l’Union soviétique dans les affaires du Xinjiang, ainsi que l’appui logistique et politique apporté par Moscou à Sheng Shicai, entraînèrent l’effondrement de la République du Turkestan oriental dès le mois de juin 1934.

## Mort

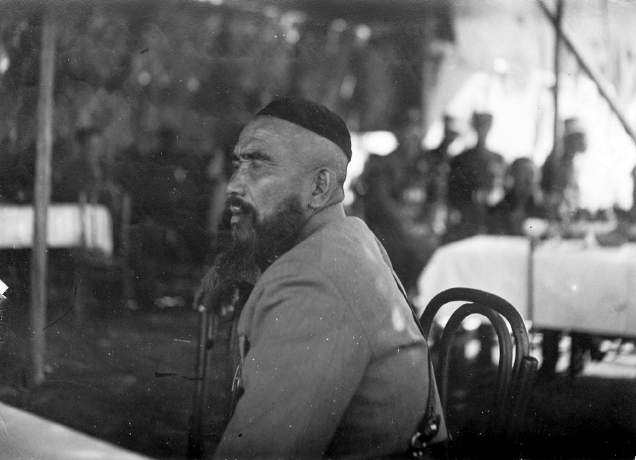
Hoja-Niyaz au deuxième Congrès des représentants du peuple, Ürümchi, avril 1935

La disparition de Khoja Niyaz demeure entourée d’incertitudes, alimentées par des témoignages discordants. En 1934, à la suite d’un accord conclu avec le consul général soviétique Garegin Apresov, Khoja Niyaz accepta l’offre de Sheng Shicai de devenir vice-président du gouvernement provincial du Xinjiang, assortie du titre de « gouverneur civil à vie ». Toutefois, en dépit de ces fonctions honorifiques, il fut en réalité tenu à l’écart du pouvoir effectif, isolé de ses partisans, et placé sous étroite surveillance à Ürümqi, en résidence surveillée, sous la férule d’agents soviétiques. Il sollicita en vain une entrevue avec Joseph Staline afin d’évoquer, au nom du droit des peuples à disposer d’eux-mêmes – principe alors officiellement défendu par la doctrine révolutionnaire soviétique –, la situation politique du Xinjiang. Cette demande ne fut jamais agréée. En novembre 1937, à la suite de l’insurrection de la 6e division ouïghoure menée par le général Mahmut Muhiti dans les régions méridionales du Xinjiang (Kachgar, Artux, Yarkand, Aksou, Kucha, Karachahr), Khoja Niyaz fut arrêté à Ürümqi. Il aurait été exécuté l’année suivante, en 1938. La sentence capitale aurait été validée par les autorités soviétiques, lesquelles l'accusèrent, lui et 120 de ses compagnons, d’être des éléments « trotskistes » contre-révolutionnaires et des agents à la solde du Japon impérial. Khoja Niyaz rejeta catégoriquement l’ensemble de ces inculpations, affirmant qu’elles avaient été forgées de toutes pièces par Sheng Shicai. Lors de son procès, il aurait déclaré : « Cette condamnation à mort ne m’est point étrangère ; à vrai dire, je suis mort le jour où je quittai Aksou pour Ürümqi » — allusion à son départ en août 1934, à l’instigation d’Apresov, qui l’avait incité à accepter les conditions proposées par Sheng Shicai, contre l’avis de Mahmut Muhiti, hostile à tout compromis avec les autorités sino-soviétiques, qu’il estimait préjudiciable à la cause ouïghoure. Ses dernières paroles auraient été : « Je vais mourir, mais mon peuple survivra. La révolution ne s’achève pas ici. » Il aurait confié à un certain visiteur, Ziyauddin : « J’ai placé ma confiance en Apresov et en ses assurances ; voyez désormais ce que Sheng Shicai m’a infligé. Je suis son captif. Portez à Apresov le témoignage de ma détresse. » Toutefois, ce dernier demeura introuvable. Certaines sources alternatives avancent que Khoja Niyaz fut maintenu en détention jusqu’à l’été 1943, année durant laquelle il aurait été exécuté, non sur ordre soviétique, mais sur instruction de Tchang Kaï-chek, consécutivement à la reprise du Xinjiang par le Kuomintang, après l’expulsion des forces et conseillers soviétiques par Sheng Shicai. Selon cette version, il aurait été étranglé dans sa geôle, après quatorze mois de captivité. 
Le prénom Niyas fut jadis attribué à l’un des fils de Yulbars Khan.